# Adolf Lewin
Adolf Lewin (geb. 15. September 1843 in Pinne; gest. 24. Februar 1910 in Freiburg i.Br.) war ein deutscher Rabbiner und Historiker.

## Leben
Lewin wurde in Pinne (polnisch Pniewy) in dem damals zu Preußen gehörigen Großherzogtum Posen geboren. Er besuchte das Gymnasium in Posen und später das katholische Gymnasium in Breslau. Nach dem Abitur studierte er an der Königlichen Universität zu Breslau und am Jüdisch-Theologischen Seminar in Breslau bei Zacharias Frankel. 1867 promovierte er in Heidelberg zum Doktor der Philosophie, wobei seine Dissertation „Die Maccab. Erhebung bis zum Tode des Maccabaeers Judas Makkabis“ ein historisches Thema behandelte.

### Der Rabbiner
Nach dem Rabbinerexamen in Breslau (1870) war er 1870/71 als Seelsorger im Deutsch-Französischen Krieg tätig und wurde danach kurzzeitig als Mitarbeiter des Landesrabbiners von Emden eingesetzt. 1872 bis 1878 war er Rabbiner in Koschmin und anschließend bis 1885 in Koblenz. Von 1885 bis 1910 war er Stadtrabbiner von Freiburg und Bezirksrabbiner von Breisach und Sulzburg und gehörte seit 1899 dem israelitischen Oberrat im Großherzogtum Baden an.
Über zwei Jahrzehnte war er Vorstand des Freiburger Lokalvereins der Alliance Israélite Universelle. Er war Gründer des Friedrichsheims in Gailingen am Hochrhein, das der Versorgung alter und kranker jüdischer Bürger diente.

### Der Historiker
Lewin publizierte eine Anzahl von  Beiträge in der Monatsschrift für Geschichte und Wissenschaft des Judentums. Unter seinen Monografien zu historischen Themen des Judentums sind seine Arbeiten zur Geschichte der Juden in Freiburg-im-Breisgau (1890) und seine Geschichte der badischen Juden seit der Regierung Karl Friedrichs (1909) hervorzuheben. Letztere schrieb er im Auftrag des israelitischen Oberrats zur 100-Jahr Feier des Badischen Judenediktes von 1809. „Sie ist der erste wohlgelungene Versuch, die gemeinsamen Erlebnisse der badischen Judenschaft seit Begründung des heutigen badischen Landes umfassend und lückenlos darzustellen. Die starke Betonung der Verdienste des vormaligen badischen Fürstenhauses liegt in der Zeitauffassung und im Zwecke des Buches begründet.“

## Schriften (Auswahl)
- Die Maccab. Erhebung bis zum Tode Juda des Maccabaeers, Heidelberg, Univ., Inaugural-Dissertation, 1867 Google-Digitalisat
- Die Religionsdisputation des R. Jechiel von Paris 1240 am Hofe Ludwigs, des Heiligen, ihre Veranlassung und ihre Folgen. In: Monatsschrift für Geschichte und Wissenschaft des Judentums, Jg. 18 (1869). 18 (1869) Heft 3, S. 97–110  und Jg. 18 (1869). 18 (1869) Heft 4, S. 145–156
- Zur Judenfrage: Naturwissenschaft oder Judenhass, 1880
- Der Judenspiegel des Dr. Justus, ins Licht der Wahrheit gerückt, Magdeburg 1884 pdf
- Juden in Freiburg-im-Breisgau, Trier, 1890 Google Digitalisat
- Das Judentum und die Nichtjuden : eine Darstellung der Entwickelung und des Lehrinhaltes des Judentums in seiner universellen Bedeutung, Trier : Maas, 1891 pdf
- Der ewige Jude : eine Ansprache an Viele, wenn nicht an Alle, Trier : Mass, 1891 pdf unter dem Pseudonym Alwin Dolfe
- Geschichte, Geographie, und Reiselitteratur der Juden. In: J. Winter, August Wünsche (Hrsg.): Die jüdische Litteratur seit Abschluss des Kanons: eine prosaische und poetische Anthologie mit biographischen und litterargeschichtlichen Einleitungen, Band 3, Geschichte der poetischen, kabbalistischen, historischen und neuzeitlichen Litteratur der Juden, Trier 1896, S. 287–473 pdf
- Geschichte der badischen Juden seit der Regierung Karl Friedrichs: 1738–1909, Karlsruhe: Braun, 1909 pdf

## Ehrungen
1896 erhielt Lewin das Ritterkreuz 1. Klasse des Ordens vom Zähringer Löwen.